# Hermann Friese (Fußballspieler)

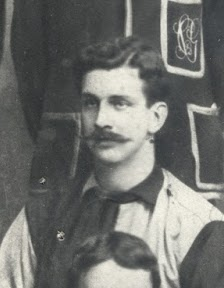
Hermann Friese (um 1904)

Georg Paul Hermann Friese (* 30. Mai 1882 oder 22. Mai 1880 in Hamburg; † Oktober 1945 in São Paulo) war ein deutschbrasilianischer Fußballspieler, Leichtathlet und Fußballschiedsrichter. Er gilt als der herausragende Spieler der Frühzeit des brasilianischen Fußballs, kam zweimal zu Meisterehren und war mehrfacher Torschützenkönig. Die Zeitung O Estado de São Paulo bezeichnete ihn 1903 als den „sensationellsten Fußballer aller Zeiten“.

## Leichtathlet und Fußballspieler
Bereits in Europa hatte Friese als Leichtathlet Ruhm erlangt und unter anderem 1902 die deutsche Meisterschaft im 1500-Meter-Lauf gewonnen. Im Mai 1907 nahm er als einziger Sportler aus Brasilien an einem internationalen Wettkampf in Uruguay, den so genannten Internationalen Olympischen Spielen von Montevideo, teil und gewann an einem einzigen Abend die Wettkämpfe über 1500 Meter und 800 Meter. Über 400 Meter wurde er Zweiter. Als Fußballspieler war er in Hamburg bis Oktober 1902 für den SC Germania 1887, einen Vorgängerverein des Hamburger SV, aktiv gewesen und danach beim DFC Prag.
Friese wanderte 1903 von Deutschland nach Brasilien aus und trat in São Paulo dem von Hans Nobiling gegründeten Fußballverein SC Germânia bei, der vor allem deutsche Mitglieder hatte. Wie Friese hatte auch Nobiling in Deutschland beim SC Germania 1887 gespielt, dessen Namen und Vereinsfarben der SC Germânia übernahm. Friese debütierte bereits am ersten Spieltag der Meisterschaft von São Paulo von 1903, zuerst am 11. Juni als Schiedsrichter beim Spiel zwischen der Mannschaft des Mackenzie College gegen den Vorjahresmeister São Paulo Athletic Club und dann am 21. Juni als Spieler beim 1:1 von Germânia gegen den SC Internacional, an dessen Gründung Hans Nobiling auch beteiligt war. Am 3. August erzielte er bei der 3:4-Niederlage gegen Internacional seine einzigen beiden Saisontreffer für die Mannschaft, deren Rückhalt in der Abwehr der Vereinsgründer Nobiling war. Germânia beendet die Saison als Fünfter und damit Letzter und wurde bei der nächsten Meisterschaft erneut Fünfter, allerdings bei sechs Teilnehmern an der Runde.
1905 wurde Germânia Vizemeister von São Paulo und Friese mit 14 Treffern in zehn Spielen Torschützenkönig der Liga Paulista de Foot-Ball. 1906 und 1907 wurde er mit jeweils sechs Treffern erneut Torschützenkönig, wenngleich er sich in jenen Jahren den Titel mit dem Germânia-Mannschaftskameraden Füller und einmal auch noch mit Léo vom SC Internacional teilen musste. 1906 wurde er mit dem Verein zudem erstmals Meister von São Paulo. 1915 gewann Germânia erneut die Meisterschaft, wenngleich nach der Abspaltung des größten Teils der Spitzenvereine zur APEA, der Associação Paulista de Esportes Atléticos, in der schwächer einzuschätzenden Liga.
Am 30. Juli des Jahres darauf bestritt Friese bei der 0:4-Niederlage Germânias gegen den SC Americano sein letztes Meisterschaftsspiel; danach zog sich Germânia wegen des Ersten Weltkriegs vom laufenden Wettbewerb zurück und sollte erst wieder 1921 in die Liga zurückkehren.
Hermann Friese spielte gemäß zeitgenössischen Quellen immer dort, wo er der Mannschaft am dienlichsten sein konnte. Der hochgewachsene, kräftig gebaute Friese war bekannt für sein körperbetontes Spiel – das ihm nicht nur oft scharfe Schelten der Gegner, sondern auch den Beinamen „Vorschlaghammer“ (marreta) einbrachte. Neben seiner Härte werden ihm aber auch Dribbelkunst und gute Ballbehandlung zugesprochen.
Bei der Germânia, wo in den Jahren 1909 und 1911 der spätere Ausnahmefußballer Arthur Friedenreich erste Wettkampferfahrungen machte, agierte Friese auch als Trainer.

## Schiedsrichter

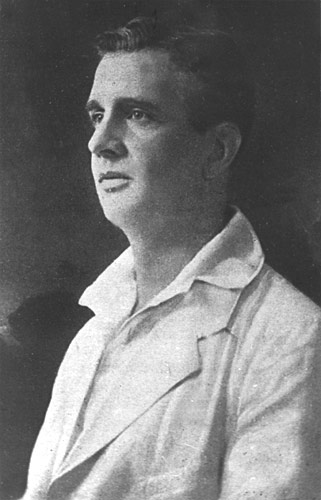
Hermann Friese in den 1910er Jahren

Hermann Friese fand auch große Anerkennung als „erster großer Name des Schiedsrichterwesens von São Paulo“. So leitete er beispielsweise die Entscheidungsspiele der Meisterschaft von São Paulo in den Jahren 1903, 1904, 1910 und 1920 sowie das Finale der Troféu Interestadual 1910, das Botafogo FC aus Rio im Velódromo de São Paulo mit 7:2 gegen die heimische Mannschaft von AA das Palmeiras gewann. Es war in jener Zeit durchaus üblich, dass Spieler in anderen Spielen auch als Schiedsrichter fungierten.
Aufsehen erregte seine Leitung des Entscheidungsspieles 1903 zwischen dem São Paulo Athletic Club und CA Paulistano, als er die zweite Halbzeit bereits nach 28 Minuten, statt der seinerzeit regulären 35 Minuten, beim Stand von 2:1 für den SPAC abpfiff. Friese fühlte sich in seiner Sicherheit bedroht, nachdem die Spieler von Paulistano wegen einer ihrer Ansicht nach ungerechtfertigterweise ausgebliebenen Elfmeterentscheidung stark protestierten. Der Verband erkannte das zwar als Fehler an, hielt aber das Ergebnis aufrecht.
1904 leitete er die Wiederauflage des Entscheidungsspieles vom Vorjahr, in dem der SPAC erneut, diesmal mit 1:0, die Oberhand behielt, und 1910 übersah er das Spiel zwischen AA das Palmeiras gegen Paulistano in dem Palmeiras mit 3:1 den Titel verteidigte. Sein letztes Entscheidungsspiel leitete er 1920, in dem sich Palestra Itália, das heutige Palmeiras, mit einem 2:1-Sieg über CA Paulistano, erstmals den Titel sicherte.
Am 22. Oktober 1916 leitete er das Meisterschaftsspiel zwischen Santos FC und CA Ypiranga mit dem auch das Stadion von Santos, Vila Belmiro eingeweiht wurde. Die Hausherren gewannen das Spiel mit 2:1. Insgesamt leitete er mindestens 53 Spiele der Meisterschaft von São Paulo.
Er ist auch ein Patron der Academia Paulista de Árbitros de Futebol Charles Miller – eine Ehre, die neben ihm nur neun weiteren Schiedsrichtern zuteilwurde. Unter diesen befinden sich beispielsweise Größen wie die WM-Schiedsrichter José Roberto Wright, Armando Marques, Arnaldo Cézar Coelho und Romualdo Arppi Filho; die beiden Letzteren leiteten unter anderem die WM-Endspiele mit deutscher Beteiligung von 1982 und 1986.

## Diverses
Hermann Friese war mit Catharina (Catrina) Dolores Krichbaum verheiratet und nahm 1930 die brasilianische Staatsbürgerschaft an. Sie hatten zumindest zwei Kinder: Hermann Georg Friese, geboren 1915 und später, wie sein Vater, Markthändler (pracista), und die 1919 geborene Rotraut Hanna Magdalena.
Sein Bruder Ludwig Friese war Torwart und stand 1898 bei den so genannten Ur-Länderspielen in Paris im Tor der deutschen Auswahl. Beide Frieses hatten in Hamburg zunächst beim Association FC, dann bei Alemannia gespielt und ließen sich während der Saison 1898/99 von Germania abwerben. Das sorgte für eine Krise innerhalb des HAFB, Alemannia verließ den Verband und löste sich wenig später auf. Ludwig Friese soll später in Paris gelebt haben.